# Walking Tall: Lone Justice
Walking Tall: Lone Justice ist ein US-amerikanischer Actionfilm aus dem Jahr 2007. Es handelt sich um die zweite Fortsetzung zu Walking Tall – Auf eigene Faust und wurde ebenso wie sein direkter Vorgänger für den Video- bzw. DVD-Markt produziert.

## Handlung
Nachdem Prescott ordentlich aufgeräumt hat, legt er seinen Sheriffstern ab, gibt seinen Job als County Sheriff auf und zieht nach Dallas, um mit einer FBI-Agentin und ihrer 12-jährigen Tochter ein neues Leben zu beginnen. Ihm wird bald klar, dass ihn die Rolle als „Lebensgefährte“ nicht ausfüllt. Ein skrupelloser Drogenboss hat es auf mehrere Zeugen in einem Bundesprozess abgesehen. Nick gerät in einen Krieg, in dem er niemandem trauen kann. Er befindet sich diesmal auf dem Territorium der Gangster und tritt gegen eine erbarmungslose Armee von Verbrechern an. Seine Art von ländlicher Justiz scheint nicht viel ausrichten zu können. Aber Nick tut alles, um die Menschen, die er liebt zu beschützen.

## Kritiken
Das Lexikon des Internationalen Films urteilt: „Der harte Actionfilm folgt keiner klaren Linie und rettet sich in notdürftige Witzeleien.“